# Monomma seriepunctatum
Monomma seriepunctatum es una especie de coleóptero de la familia Monommatidae.

## Distribución geográfica
Habita en Comoras.